# ألبرت لان (سياسي)
ألبرت لان (بالإنجليزية: Albert Lane) هو سياسي أسترالي، ولد في 1873 في أستراليا، وتوفي في 29 ديسمبر 1950. حزبياً، نشط في حزب أستراليا المتحدة. وقد انتخب عضو مجلس النواب الأسترالي عن دائرة Division of Barton ‏ (19 ديسمبر 1931 – 21 سبتمبر 1940).